# Districte de Hacıqabul
El districte de Hacıqabul (àzeri: Hacıqabul rayonu) és un districte de l'Azerbaidjan que té el centre administratiu a la ciutat de Hacıqabul. Es troba a l'est del país i forma part de la Regió Econòmica d'Aran. Fa frontera amb els districtes de Kurdamir, Ağsu, Şamaxı, Gobustan, Abşeron, Bakú, Salyan i Sabirabad i la ciutat de Xirvan. El 2020 tenia 76.600 habitants.